# Harry P. Cain
Harry P. Cain (Nashville, 1906. január 10. – Miami Lakes, 1979. március 3.) az Amerikai Egyesült Államok szenátora (Washington, 1946–1953).